# Kaple svatých Andělů Strážných (Říkov)
Kaple svatých Andělů Strážných je římskokatolická kaple v obci Říkov v okrese Náchod.

## Historie
Kaple svatých Andělů Strážných pochází z první poloviny 19. století. Stavba je obdélná, s polokruhovým závěrem, v novogotickém slohu. V kněžišti je koncha, v lodi valená klenba s napodobenými žebry, konsolami a štukovým svorníkem. Triumfální oblouk je segmentový. Kaple byla opravena v roce 2012.

## Bohoslužby
Poutní mše se koná 8. května v 9.00, posvícení v pondělí po první neděli v září v 9.00.